# Almindelig agam
Almindelig agam (Agama agama) er en øgle i agamfamilien der lever i Afrika syd for Sahara. Den kaldes også andre navne som regnbuefirben og rødhovedet klippeagam, men disse betegnelser også er set brugt om andre agam-arter.

## Beskrivelse
Den almindelige agams størrelse varierer fra 13 til 30 cm. Den ses ofte varme sig i solen. I ynglesæsonen får hannerne dramatiske stærke farver med orange hoved og hals, og mørkeblå krop. Uden for ynglesæsonen er hannerne ensfarvede brune. Hunnerne og ungdyr er altid brune. Agamen kan ses klatre på klipper og vægge. Dens primære føde er insekter.
Hannerne er territoriale og forsvarer deres territorium overfor andre hanner. De tillader ungdyr og hunner at opholde i territoriet. De kønsmodne hanner bliver ophidsede, nikker med hovedet, hopper sidelæns og slår med halen, når de konfronterer hinanden. Taberen jages ud af territoriet. I ynglesæsonen rejser hannerne hoved og forkrop op for at tiltrække hunner.
Artsnavnet agama agama var tidligere brugt om en parafyletisk gruppe. Analyser af mitokondrielt DNA viste at de forskellige bestande er forskellige arter. 
Som følge heraf betragtes de tre tidligere underarter A. a. africana, A. a. boensis og A. a. mucosoensis nu som selvstændige arter, og A. a. savattieri anses som synonymt med  A. africana.